# Louis Douglas
Louis Winston Douglas (* 14. Mai 1889 in Philadelphia, Pennsylvania; † 19. Mai 1939 in New York City, New York) war ein US-amerikanischer Tänzer.

## Leben
Der afro-amerikanische Tänzer Douglas kam Mitte der 1920er Jahre nach Europa. Seine Tänze und Choreographien hatten einen großen Anteil am Erfolg der Revue nègre, mit der Josephine Baker als Star neben Douglas ihren Durchbruch erlebte. Während es Josephine Baker nach Paris zog, blieb Douglas nach seinen Erfolgen in der deutschen Hauptstadt Berlin. Hier trat er unter anderem 1928 in der Musikrevue Es liegt in der Luft in der Komödie am Kurfürstendamm auf. Douglas spielte 1930 und 1931 zudem in zwei deutschen Spielfilmen mit. Zunächst in Einbrecher von Hanns Schwarz. In diesem Film ist auch der Saxofonist und Klarinettist Sidney Bechet zu sehen, der ebenfalls zum Ensemble der Revue nègre gehört hatte. Der zweite Film war der Kriegsfilm Niemandsland von Victor Trivas, wo er die Hauptrolle des Soldaten Joe Smile spielte. An seiner Seite spielen in diesem Film Ernst Busch und Wladimir Sokoloff.
Als 1933 Adolf Hitler die Macht in Deutschland übernahm, gab es für Douglas keine Arbeitsmöglichkeiten mehr und er kehrte in die Vereinigten Staaten zurück. Als kranker Mann starb er verarmt 1939 in New York City.